# وزارة العمل (الولايات المتحدة)
وزارة العمل في الولايات المتحدة أو وزارة العمل الأمريكية (بالإنجليزية:United States Department of Labor) هي دائرة على مستوى وزاري تابعة للحكومة الفيدرالية الامريكية وهي المسؤولة عن السلامة المهنية ومعايير الأجور وساعات العمل، وفوائد التأمين ضد البطالة، وخدمات إعادة التشغيل، وبعض الإحصاءات الاقتصادية؛ وتتضمن الوزارة إدارة العديد من الولايات الأمريكية. ويرأس عمل القسم من قبل وزير العمل.
والغرض من وزارة العمل هو تعزيز وتشجيع وتطوير إجراءات الرفاهية، والباحثين عن عمل، والمتقاعدين الأمريكيين؛ وتحسين ظروف العمل وتعزيز فرص العمل المربح.
يقع مقر الإدارة في مبنى بيركنز فرانسيس، بسبب تسمة المبنى بهذا الاسم تكريما لفرانسيس بيركنز، وزيرة العمل 1933-1945 وهي أول وزيرة حكومية من النساء في تاريخ الولايات المتحدة.

## روابط خارجية
- الموقع الرسمي